# Fabrizio Bontempi
Fabrizio Bontempi (Brescia, 1 november 1966) is een voormalig Italiaans wielrenner. Hij was prof van 1989 tot 1998. Fabrizio is geen familie van Guido Bontempi, een succesvollere naamgenoot. Na zijn carrière was hij geruime tijd actief als ploegleider bij Lampre.

## Palmares
1987
 Wegwedstrijd op de Middellandse Zeespelen
1995
GP Industria & Commercio di Prato

## Resultaten in voornaamste wedstrijden
| Jaar | Ronde van Italië | Ronde van Frankrijk | Ronde van Spanje |
| ---- | ---------------- | ------------------- | ---------------- |
| 1990 |                  |                     | opgave           |
| 1991 |                  |                     |                  |
| 1992 | 136e             |                     |                  |
| 1993 | 112e             |                     | 96e              |
| 1994 |                  |                     | opgave           |
| 1995 | 87e              |                     |                  |
| 1996 | 52e              |                     |                  |
| 1997 | 102e             |                     |                  |
| 1998 |                  |                     |                  |

| Jaar | Milaan-San Remo | Gent-Wevelgem | Ronde van Vlaanderen | Parijs-Roubaix | Amstel Gold Race | Luik-Bast.‑Luik | Ronde van Lombardije | Rund um den Henninger-Turm | Brabantse Pijl |
| ---- | --------------- | ------------- | -------------------- | -------------- | ---------------- | --------------- | -------------------- | -------------------------- | -------------- |
| 1990 | 99e             |               |                      |                |                  |                 |                      |                            |                |
| 1991 | 77e             |               |                      |                |                  |                 | 85e                  |                            |                |
| 1992 | 181e            |               |                      |                |                  |                 | 36e                  |                            |                |
| 1993 | 45e             |               |                      |                |                  |                 | 67e                  |                            |                |
| 1994 |                 |               | 78e                  |                |                  |                 |                      |                            |                |
| 1995 | 13e             | 85e           | 27e                  | 72e            |                  |                 |                      |                            | 9e             |
| 1996 | 41e             |               |                      |                | 39e              | 20e             |                      | 9e                         |                |
| 1997 | 54e             |               |                      |                |                  |                 |                      |                            |                |
| 1998 | 97e             |               |                      |                |                  |                 | 36e                  |                            |                |

Wielerploegen van Fabrizio Bontempi
Bincoletto ·
Bombini ·
Bontempi ·
Bordonali ·
Bortolami ·  
Bramati ·
Furlan · 
Halupczok ·
Jaskuła · 
Kulas ·
Pelliccioli ·
Piasecki ·
Piovani ·
Saronni ·  
Szerszynski · 
Tosi ·  
Vanzella
Bincoletto ·
Bono ·
Bontempi ·
Bortolami ·  
Botteon ·
D. Bramati ·
L. Bramati ·
Cortinovis ·
Martinelli · 
Nicoletti ·
Pelliccioli ·
Piasecki ·
Piovani ·
Svorada ·  
Szerszynski · 
Tosi
Belli ·
Bincoletto ·
Bodyk ·
Bono ·
Bontempi ·
Bortolami ·  
D. Bramati ·
L. Bramati ·
Cortinovis ·
Krawczyk ·
Lombardi ·
Martinelli · 
Nicoletti ·
Piovani ·
Spruch ·
Svorada ·  
Szerszynski · 
Tonkov
Bontempi · Consonni · Della Santa · Di Basco · Gelfi · Ghiotto · Giovannetti · González · Hernández · Nicoletti · Noè · Steiger · Teterioek · Tonetti
Bontempi · 
Bordonali ·
Gelfi · 
Giupponi · 
Imboden · 
Leali · 
Lecchi · 
Luna · 
Manzoni ·
Milesi · 
Pelliconi ·
Puttini ·
Radaelli ·
Roscioli ·
Vanderaerden · 
Di Silvestro (stagiair) ·
Missaglia (stagiair) ·
Pumar (stagiair)
Arazzi · 
Bontempi · 
F. Casagrande ·
S. Casagrande ·
Dotti ·
Gelfi · 
Lanfranchi · 
Lecchi · 
Leoni ·
Luna · 
Manzoni ·
Milesi · 
Missaglia ·
Perini ·
Piccoli ·
Podenzana ·
Pumar ·
Radaelli ·
Vanderaerden
Arazzi · 
Bertolini ·
Bontempi · 
Camin ·
Contrini ·
De Beni ·
Della Vedova ·
Dotti ·
Frattini ·
Gelfi · 
Jaskuła · 
Milesi · 
Piccoli ·
Pumar ·
Radaelli ·
Strazzer ·
Velo ·
Villa
Arazzi · 
Belli ·
Bontempi · 
Bruseghin ·
Camin ·
Contrini ·
De Beni ·
Della Vedova ·
Frattini ·
Gelfi · 
Milesi · 
Piccoli ·
Pumar ·
Raimondi ·
Serpellini ·
Sgambelluri ·
Velo ·
Villa ·
Zamboni